# 謝臣
谢臣（1940年7月—1963年8月8日）河北省易县人，中国人民解放军战士，在抗洪抢险中为营救群众而牺牲。

## 生平
谢臣生在易县一个贫苦农民家庭。1960年参加中国人民解放军，被分到炮兵连。他创造的单人单炮操作法在全团推广，并曾代表炮兵连参加师、团比武，均获第一名。
1963年8月，河北省西部、北部发生洪灾。1963年8月8日凌晨，谢臣刚刚到达易县东高士庄村（今保定市满城区坨南乡岭西村），突然山洪暴发。谢臣往山下边跑边喊群众上山，随即被卷进洪流，在河道拐弯处又被浪头打回岸上。这时他发现社员王洛荣之女王莲子在水中边呼救边挣扎，已经脱险的谢臣再次跳入洪水，拉住王莲子游向岸边。因坡陡水急，谢臣用力将王莲子推到岸上，自己却被卷入洪水而牺牲，年仅23岁。洪水过后，在600米外的于家堰找到了谢臣遗体。送葬当天，附近村上千群众翻山越岭，自发来和东高士庄的群众及中国人民解放军部队官兵为谢臣送行。易县还召开万人追悼大会。
此后，《人民日报》、《解放军报》、新华社、中央人民广播电台、《河北日报》等媒体报道了谢臣的事迹。其事迹被编入小学语文课本、连环画，并被收入《青年英雄故事》一书。
1963年9月25日，谢臣生前所在部队追授其一等功。1964年1月22日、29日，中华人民共和国国防部连续发布两道命令，追授谢臣“爱民模范”称号，授予谢臣生前所在5班“谢臣班”称号。贺龙、聂荣臻、罗瑞卿及北京军区、河北省主要领导分别为谢臣题词。谢臣是中华人民共和国国防部首次追授的解放军“爱民模范”，也是在学雷锋活动中涌现出的典型。“谢臣班”同之前国防部命名的“雷锋班”及之后命名的“欧阳海班”、“王杰班”、“金遗华班”成为闻名全解放军的五大班。1964年2月8日，北京军区在保定举行“爱民模范”谢臣和“谢臣班”荣誉称号命名大会，向谢臣的亲属及“谢臣班”的代表颁发了证书及奖状。1983年7月1日，中华人民共和国民政部追认谢臣为“革命烈士”，并且颁发证书。

## 纪念
- 谢臣烈士纪念亭：位于保定市满城区坨南乡岭西村（曾属易县东高士庄村）。
- 谢臣烈士纪念碑：位于保定市区内。
- 谢臣烈士墓：位于保定烈士陵园。
- 谢臣烈士纪念碑亭：位于保定烈士陵园，2009年2月建成。